# Sotiris Goritsas
Sotiris Goritsas (Σωτήρης Γκορίτσας) (Atenas, 1955) es un cineasta cuyo trabajo se encuadra en la nueva ola de directores de la década de 1990. 

## Biografía
Nacido en Atenas en 1955, Goritsas estudió económicas en su ciudad natal y cinematografía en Londres, en la "London International Film School". Entre 1985 y 1988 dirigió veinticinco documentales para la televisión griega, así como spots publicitarios.
Dirigió su primer telefilme en 1987. En 1990 produjo su primer mediometraje, "Despina", que recibió el premio a la mejor película en el festival de Tesalónica. "Desde la nieve" se estrenó en 1993, obteniendo galardones en los festivales de Amien, Troia y Tesalónica  y la Quincena del Director en Cannes. "Balkanisateur", en 1997, tuvo un gran éxito en Grecia y fuera de Grecia. 